# Saverio Francesco Vegezzi
Francesco Saverio Tommaso Maria Vegezzi, talora indicato come Zaverio Vegezzi (Torino, 21 dicembre 1805 – Torino, 23 luglio 1888), è stato un avvocato e politico italiano.

## Biografia
Figlio di Pietro Francesco Vegezzi (1763-1829) e di Delfina Cottolengo (?-1847) e fratello del deputato Giovenale, fu avvocato in Torino e tra coloro i quali spinsero il Re Carlo Alberto verso la promulgazione dello Statuto.
Fu quindi consigliere comunale (1848-1888) e provinciale (1880-1889) di Torino, Consigliere della Corte di Cassazione (16/11/1856-20/11/1859), Direttore Generale delle Contribuzioni e Demanio (20/11/1859) e Presidente dell'Ordine degli Avvocati di Torino.
Deputato nella prima legislatura del Parlamento Subalpino (1848), vi fu riconfermato dalla VII legislatura in poi, e successivamente nominato Senatore del Regno d'Italia il 30/6/1867.
Nel 1860, Cavour lo chiamò a far parte del suo terzo governo come Ministro delle Finanze, cui si aggiungeranno successivamente gli interim di Ministro di Grazia, Giustizia e dei Culti, ed è quindi tra i firmatari del documento con cui re Vittorio Emanuele II "assume per sé e pei suoi successori il titolo di Re d’Italia" (17 marzo 1861).
Successivamente, quando il 6/3/1865 il Papa Pio IX manifestò al Re il suo desiderio di risolvere la questione delle sedi episcopali rimaste vacanti, Saverio Vegezzi fu inviato a Roma dall'allora Presidente del Consiglio Alfonso La Marmora, ma la trattativa, nota come "Missione Vegezzi", fallì per il rifiuto del Papa di accettare che i vescovi giurassero fedeltà al Re.
Si trovò al centro di un altro importante avvenimento storico quando, il 9 agosto 1883, Presidente del Consiglio dell'Ordine degli Avvocati di Torino, concesse l'iscrizione e l'esercizio dell'avvocatura a Lidia Poët prima avvocata d'Italia. La richiesta dell'avvocata suscitò sorpresa e polemiche negli ambienti forensi, ma il Consiglio dell'ordine, con coraggio e lungimiranza, basandosi esclusivamente sulla legislazione vigente e non facendosi fuorviare dai pregiudizi culturali che volevano le donne rilegate ai tradizionali ruoli di moglie e madre riconobbe alla donna il diritto di poter esercitare la professione.  Il giorno successivo, per protesta, si dimisero gli avvocati Desiderato Chiaves e Federico Spantigati.
L'antica casa di famiglia, da lui ampliata e tuttora abitata dai discendenti, è nel comune di Ameno (NO), all'incrocio tra le vie dedicate a lui e al conte di Cavour. Nella sede del Parlamento Subalpino a Palazzo Carignano è tuttora visibile il seggio col suo nome.

## Incarichi parlamentari
- Ministro delle finanze (21 gennaio 1860-3 aprile 1861)
- Ministro "ad interim" di grazia, giustizia e dei culti (17 novembre 1860-28 novembre 1860)
- Inviato confidenziale di Vittorio Emanuele II al Papa nel 1865

## Curiosità
- La famiglia Vegezzi era legata ai Cavour fin dai tempi del nonno di Saverio, Carlo Francesco (1730-1796), il quale aveva costituito con il prozio del conte, Bartolomeo, ed altri una "Società Pastorale" per l'allevamento di pecore merinos con cui confezionare divise per l'esercito napoleonico. Dal tracollo finanziario che ne seguì alla fine dell'Impero, la famiglia Vegezzi fu salvata grazie ad Olimpia Cottolengo - sorella di Delfina, madre di Prospero Richelmy e nonna del cardinale Agostino - che nominò i nipoti suoi eredi universali.[5]
- L'introduzione a corte di Costantino Nigra fu resa possibile dal matrimonio di questi con Emerenziana (detta Emma), figlia di Giovenale Vegezzi, fratello maggiore di Saverio. Voluto da Cavour per sfruttare la parentela col senatore, fu un totale fallimento sul piano familiare nonostante i continui interventi del conte, tanto che i due sposi vissero sempre separati e tutti credevano che Nigra fosse scapolo.[5]